# Gémes Gindert Péter
Gémes Gindert Péter (Tinnye, 1876. március 23. – Budapest, 1923. február 18.) magyar szobrászművész.

## Élete, munkái
1907-től vett részt a Műcsarnok szoborkiállításain. Kisplasztikákat, aktokat, díszítő szobrokat, és síremlékeket készített elsősorban.
1899—1901-ig Budapesten az iparművészeti iskolában Mátrai Lajos vezetése alatt tanult. Majd Münchenbe ment s 1903—1907-ig a képzőművészeti akadémián Rumann Vilmos és Schmidt Boldizsár iskoláit látogatta. 1907-ben 1200 koronás állami ösztöndíjat kapott. Németországi tartózkodása alatt 1905-ben a nagyobb német városokban tanulmányúton volt. 1906 óta a müncheni Glaspalastban, Secessioban és Kunstvereinban több mellszobrot állított ki. Ő készítette Andorkó Gyula festő síremlékét, melyet 1910 okt. 10-én avattak fel a kerepesi temetőben. Harmath Hedvig színművésznőnek általa készített mellszobrát 1912-ben helyezték el a Vígszínházban. Részt vett a budai királyi Várpalota és az Osztrák-Magyar Bank budapesti palotája dekoratív szobrainak elkészítésében is.
A Képzőművészeti Társulat kiállításain következő műveivel vett részt:
- 1907. tavaszi kiállítás: Leányka, márvány-szobormű. — Tanulmányfej, gipsz-szobormű.
- 1908. tavaszi kiállítás: Tanulmányfej.
- 1908—9. téli nemzetk. kiáll.: Női arczkép, plakett. — Tercsi húgom, bronz-szobormű. —  Tanulmányfej, márvány-szobormű.
- 1909. tavaszi kiállítás: Fanatizmus, gipsz-szobormű. — Az átok, gipsz-szobormű.
- 1910—11. téli kiáll.: B. J. dr. képmása, bronz-szobormű. — Klárika, márvány-szobormű. — Andorkó Gyula síremléke, szobormű. — Megtérés, szobormű. — Nádasy nemzetes asszony, szobormű.
- 1911. tavaszi kiállítás: Czinke, márvány-szobormű. — D. M. úrnő képmása, márványszobormű. — Szana Annuska, márvány-szobormű.
- 1911—12. jubiláns téli kiáll.: E. A. dr. képmása, szobormű. — Testvérek, szobormű.
- 1912. tavaszi kiállítás: Harmath Hedvig képmása, gipsz-szobormű.
- 1912—13. téli kiállítás: Gyermek képmás, márvány-szobormű.
- 1913. tavaszi kiállítás: Dr. Babochay G. úrnő képmása, márvány-szobormű.
- 1913—14. téli kiállítás: Tanulmányfej, márvány-szobormű. — Boldogság, bronz-szobormű.

Egyéb alkotásai:
- Fiatal anya és Fiatal férfi[11]
- Anya gyermekével[12]
- Andorkó Gyula síremléke, Budapest, Fiumei úti sírkert[13]
- Pertik Ottó síremléke, Budapest, Fiumei úti sírkert[14][13]
- Lung György síremléke, Budapest, Fiumei úti sírkert[13]

1913-ban Vass Viktorral és Rerrich Bélával közösen részt vett Erzsébet királyné budapesti emlékműve pályázatán.
Felesége Bükkerti Mariska (1889–1923) festőnő volt.
1923-ban alig 47 éves korában hunyt el feleségével együtt gázmérgezésben. A Fiumei úti sírkertben helyezték nyugalomra feleségével együtt (36/2-2-36).